# أوتشو ريوس
أوتشو ريوس (تعني «الأنهار الثمانية» وتعرف أيضا باسم أوتشي "Ochie")، هي مدينة صغيرة على الساحل الشمالي لدولة جامايكا، تقع في رعية سانت آن. تعتبر هذه المدينة مقصدا سياحيا شهيرا، وتشتهر بعدة رياضات، ومنها رياضة الغطس ورياضات مائية أخرى. أوتشو ريوس هي واحدة من بين أكثر المدن الأسرع نموا للسكان في منطقة البحر الكاريبي، ويبلغ عدد سكانها ما يقرب من 000 100 نسمة.
كانت أوتشو ريوس قرية صيد في المقام الأول عند اكتشافها، وأصبحت وجهة سياحية مشهورة، ومركزا للرحلات البحرية في البحر الكاريبي. وهي ثاني أكبر مدينة في جامايكا استقطابا للسياح.
وتعرف أوتشو ريوس بشلالاتها، لهذه الشلالات دور كبير في استقطاب جمهور قدر بالآلاف من الزائرين. يبلغ ارتفاعها 220 مترا وتصب مباشرة في البحر.

## توأمة
لأوتشو ريوس اتفاقيات توأمة مع:
- أوكلاند